# Chlorissa tyro
Chlorissa tyro är en fjärilsart som beskrevs av Louis Beethoven Prout 1935. Chlorissa tyro ingår i släktet Chlorissa och familjen mätare. Inga underarter finns listade i Catalogue of Life.